# Врубловецька сільська рада
Врублове́цька сільська́ ра́да — адміністративно-територіальна одиниця та орган місцевого самоврядування в Кам'янець-Подільському районі Хмельницької області. Адміністративний центр — село Врублівці.

## Загальні відомості
Врубловецька сільська рада утворена в 1923 році.
- Територія ради: 34,3 км²
- Населення ради: 1 165 осіб (станом на 2001 рік)

## Населені пункти
Сільській раді були підпорядковані населені пункти:
- с. Врублівці
- с. Станіславівка
- с. Яруга

## Склад ради
Рада складалася з 16 депутатів та голови.
- Голова ради: Берчук Микола Володимирович
- Секретар ради: Олішинська Галина Михайлівна

### Керівний склад попередніх скликань
| Прізвище, ім'я, по батькові    | Основні відомості                                                             | Дата обрання | Дата звільнення |
| ------------------------------ | ----------------------------------------------------------------------------- | ------------ | --------------- |
| Гаджаман Лідія Володимирівна   | Сільський голова, 1952 року народження, член Народної партії                  | 26.03.2006   | 31.10.2010      |
| Коваль Олександр Олександрович | Сільський голова, 1973 року народження, освіта вища, безпартійний             | 31.10.2010   | 18.09.2011      |
| Берчук Микола Володимирович    | Сільський голова, 1966 року народження, освіта середня загальна, безпартійний | 18.09.2011   |                 |

Примітка: таблиця складена за даними сайту Верховної Ради України

### Депутати
За результатами місцевих виборів 2010 року депутатами ради стали:

#### За суб'єктами висування
| Суб'єкт висування | Кількість обраних депутатів | %  |
| ----------------- | --------------------------- | -- |
| Народна партія    | 8                           | 50 |
| Самовисування     | 8                           | 50 |

#### За округами
| № округу       | Прізвище, ім'я, по батькові     | Дата визнання обраним | Освіта             | Партійна приналежність                | Відомості про обраного депутата                                                      |
| -------------- | ------------------------------- | --------------------- | ------------------ | ------------------------------------- | ------------------------------------------------------------------------------------ |
| Народна Партія |                                 |                       |                    |                                       |                                                                                      |
| 1              | Никуляк Микола Михайлович       | 05.11.2010            | вища               | член Народної партії                  | ОК «Дружба», голова                                                                  |
| 2              | Рудніцька Світлана Вікторівна   | 05.11.2010            | вища               | позапартійна                          | навчально-виховний комплекс с. Врублівці, вихователь дошкільного навчального закладу |
| 6              | Пастух Валентина Іванівна       | 05.11.2010            | середня спеціальна | член Народної партії                  | тимчасово не працює                                                                  |
| 9              | Мельник Ольга Миколаївна        | 05.11.2010            | середня спеціальна | член Народної партії                  | фельдшерсько-акушерський пункт, с. Врублівці, завідувачка                            |
| 10             | Берчук Микола Володимирович     | 05.11.2010            | середня            | позапартійний                         | тимчасово не працює                                                                  |
| 11             | Волкова Галина Андріївна        | 05.11.2010            | середня            | член Народної партії                  | пенсіонер                                                                            |
| 12             | Шевчук Андрій Анатолійович      | 05.11.2010            | вища               | позапартійний                         | навчально-виховний комплекс, с. Врублівці, вчитель                                   |
| 15             | Яворська Марія Анатоліївна      | 05.11.2010            | вища               | позапартійна                          | фельдшерсько-акушерський пункт с. Станіславівка, завідувачка                         |
| Самовисування  |                                 |                       |                    |                                       |                                                                                      |
| 3              | Буєвський Валентин Миколайович  | 05.11.2010            | середня            | позапартійний                         | тимчасово не працює                                                                  |
| 4              | Марущак Володимир Володимирович | 05.11.2010            | вища               | член Політичної партії «Наша Україна» | приватний підприємець                                                                |
| 5              | Ремішевська Неоніла Віталіївна  | 05.11.2010            | середня спеціальна | член Політичної партії «Наша Україна» | Врубловецька сільська рада, землевпорядник                                           |
| 7              | Олішинська Галина Михайлівна    | 05.11.2010            | середня спеціальна | член Політичної партії «Наша Україна» | Врубловецька сільська рада, секретар                                                 |
| 8              | Марущак Віктор Володимирович    | 05.11.2010            | середня спеціальна | член Політичної партії «Наша Україна» | тимчасово не працює                                                                  |
| 13             | Мороз Олександр Миколайович     | 05.11.2010            | середня спеціальна | позапартійний                         | тимчасово не працює                                                                  |
| 14             | Мазур Ольга Вікторівна          | 05.11.2010            | середня спеціальна | член Політичної партії «Наша Україна» | тимчасово не працює                                                                  |
| 16             | Стрілецька Галина Йосипівна     | 05.11.2010            | середня            | позапартійна                          | Відділення зв'язку, с. Врублівці, листоноша                                          |